# Sacecorbo (kommunhuvudort)
Sacecorbo är en kommunhuvudort i Spanien.   Den ligger i provinsen Provincia de Guadalajara och regionen Kastilien-La Mancha, i den centrala delen av landet, 120 km öster om huvudstaden Madrid. Sacecorbo ligger 1 120 meter över havet och antalet invånare är 153.
Terrängen runt Sacecorbo är platt åt nordväst, men åt sydost är den kuperad.  Trakten runt Sacecorbo är nära nog obefolkad, med mindre än två invånare per kvadratkilometer. Närmaste större samhälle är Cifuentes, 17,9 km väster om Sacecorbo. 